# 维拉帕卡姆
维拉帕卡姆（Vilapakkam），是印度泰米尔纳德邦Vellore县的一个城镇。总人口8053（2001年）。

## 人口
该地2001年总人口8053人，其中男性4034人，女性4019人；0—6岁人口887人，其中男447人，女440人；识字率67.56%，其中男性为77.29%，女性为57.80%。